# وادي الغيلانة

## الموقع

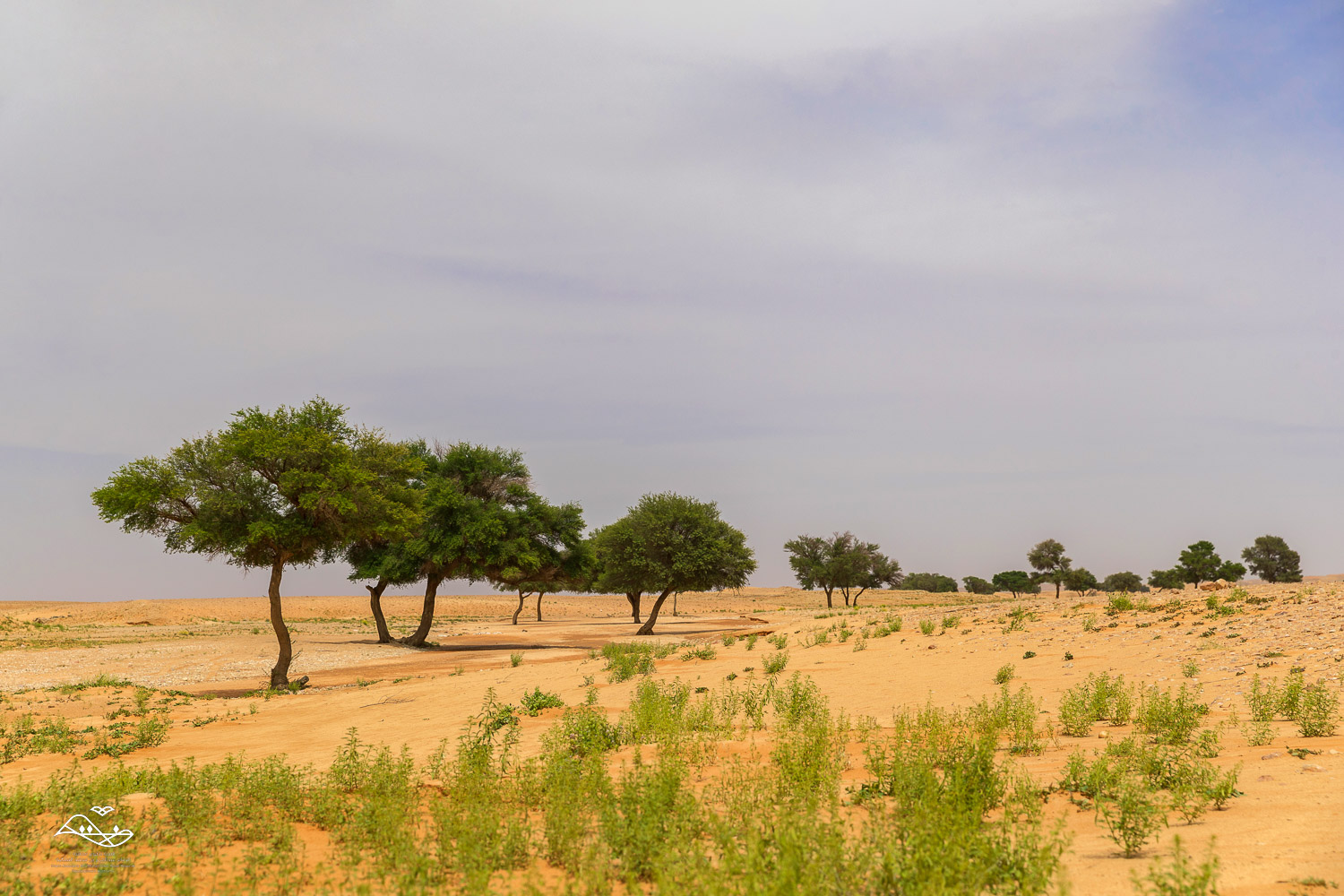

معظم أجزاء حوضه تقع ضمن حدود محمية الإمام عبدالعزيز بن محمد الملكية، ومن الناحية الإدارية تتبع اراضي حوض وادي الغيلانه/الثمامة لمحافظة رماح في المملكة العربية السعودية. وتبدأ منابع وادي الغيلانة/الثمامة عند خط طول 46.624194 درجة شرقا ودائرة عرض 25.291748 درجة شمالا، وينتهي في الجزء الشمالي من روضة خريم، وذلك عند خط طول 47.253213 درجة شرقا ودائرة عرض 25.405267 درجة شمالا.

## وادي الغيلانة
وادي الغيلانة هو امتداد لوادي الثمامة، فوادي الغيلانة يطلق على الجزء الواقع إلى الأسفل من مجرى الوادي، ويمتد وادي الغيلانه من ملتقى وادي المساجدي بوادي الثمامة عند خط طول 47.138276 درجة شرقا ودائرة عرض 25.362757 درجة شمالا الى أن ينتهي في منخفض غرب رمال الدهناء يمثل الجزء الشمالي من روضة خريم. ويوجد في حوض وادي الغيلانة/الثمامة آبار قديمة في أماكن متفرقة كانت من موارد مياه مهمة للرعاة المحليين وللمسافرين، منها آبار مصدة وآبار الثمامة وآبار لبجة وآبار جريذة، وآبار عشيرة وأبار الغيلانه. كما يوجد في بطون مجاري المياه فيه غدران كثيرة، والتي تعد من مناهل المياه الموسمية في العرمة لأنها تحتفظ بكميات من مياه السيول لعدة أشهر في مواسم سقوط الأمطار. ويبلغ طول المجرى الذي يأخذ مسمى وادي الغيلانة على الخرائط حوالي 13كم، بينما في الأجزاء الكبيرة من حوض الوادي الواقعة إلى الأعلى من ملتقى وادي المساجدي، فإن المجرى الرئيسي فيها يسمى وادي الثمامة ويبلغ طوله حوالي 65كم، وهذا يعني أن طول المجرى الرئيسي للوادي من منبعه إلى مصبه يقارب 78كم. ويعد وادي الغيلانة/الثمامة من أكبر الأودية التي تصرف سيول العرمة، وتدخل بعض الأجزاء العليا من حوضه ضمن حدود محمية الملك خالد الملكية، بينما معظم أجزاء حوضه تقع ضمن حدود محمية الإمام عبدالعزيز بن محمد الملكية، ومن الناحية الإدارية تتبع اراضي حوض وادي الغيلانه/الثمامة لمحافظة رماح في المملكة العربية السعودية. وتبدأ منابع وادي الغيلانة/الثمامة عند خط طول 46.624194 درجة شرقا ودائرة عرض 25.291748 درجة شمالا، وذلك إلى الشمال من خشم الثمامة وإلى الشرق من جال جبال العرمة بمسافة تقارب 300م. وبشكل عام، ينحدر هذ الوادي من الغرب نحو الشرق، ومعظم روافده تأتي من الجهة الجنوبية، وينتهي في الجزء الشمالي من روضة خريم، وذلك عند خط طول 47.253213 درجة شرقا ودائرة عرض 25.405267 درجة شمالا. ويمثل شعيب مصدة الذي يقبل من الجنوب الغربي الرافد الرئيسي الأعلى لوادي الثمامة، حيث يلتقي به عند خط طول 46.784658 درجة شرقا ودائرة عرض 25.326594 درجة شمالا، ويلتقي به من الجنوب أيضا قري أبا الطرق إلى الأعلى من آبار الثمامة عند خط طول 46.807360 درجة شرقا ودائرة عرض 25.340897 درجة شمالا، ثم يلتقي بوادي الثمامة من الشمال الغربي قري الهايش عند خط طول 46.896407 درجة شرقا ودائرة عرض 25.417657 درجة شمالا، وبعده يدفع فيه شعيب الخانوس من الجنوب عند خط طول 46.913689 درجة شرقا ودائرة عرض 25.415905 درجة شمالا، وبعد ذلك يصب فيه رافدان يقبلان من ناحية الجنوب هما قري شويهر عند خط طول 46.959541 درجة شرقا ودائرة عرض 25.412156 درجة شمالا، وقري شاهر عند خط طول 46.990038 درجة شرقا ودائرة عرض 25.391439 درجة شمالا، ومن تحت قري شاهر يصب في وادي الثمامة راقد يقال له قليل الحطب يقبل نحوه من الجنوب، وذلك عند خط طول 47.013843 درجة شرقا ودائرة عرض 25.377733 درجة شمالا، ثم يدفع فيه دهو دلي مقبلا من الجنوب، وذلك عند خط طول 47.036228 درجة شرقا ودائرة عرض 25.369593 درجة شمالا، وبعده يلتقي به رافد كبير هو وادي جريذي قادما من جهة الجنوب الغربي، وذلك عند خط طول 47.066790 درجة شرقا ودائرة عرض 25.359328 درجة شمالا، وأخيرا يلتقي معه وادي المساجدي ورافدة الرئيسي وادي السعيرة القادمان من الجنوب، وذلك إلى الأعلى من آبار الغيلانة بمسافة تقارب 6كم.